# Litoral de São Paulo

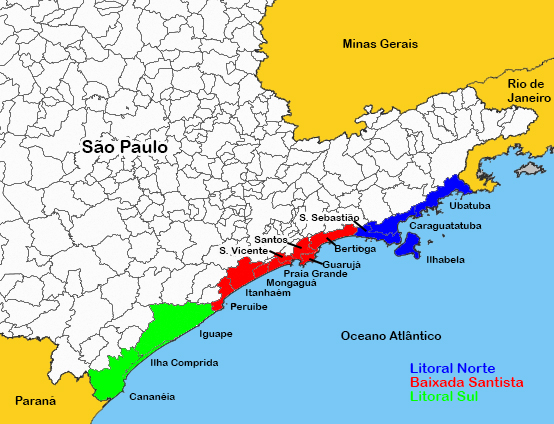
Mapa do litoral do estado de São Paulo indicando regiões e municípios.

O litoral paulista se refere à faixa litorânea do estado brasileiro de São Paulo. Compreende mais de 622 quilômetros de extensão, sendo o quinto maior do Brasil. O litoral paulista é rico em belezas naturais e em história, uma vez que foi nele em que o Brasil, de fato, começou de forma estruturada e oficial, sendo São Vicente a primeira cidade fundada no território brasileiro.
É composto por três regiões:
- Litoral Norte: localizado dentro da mesorregião do Vale do Paraíba
- Litoral Sul: localizado dentro da mesorregião do Vale do Ribeira
- Baixada Santista

## Cidades mais populosas

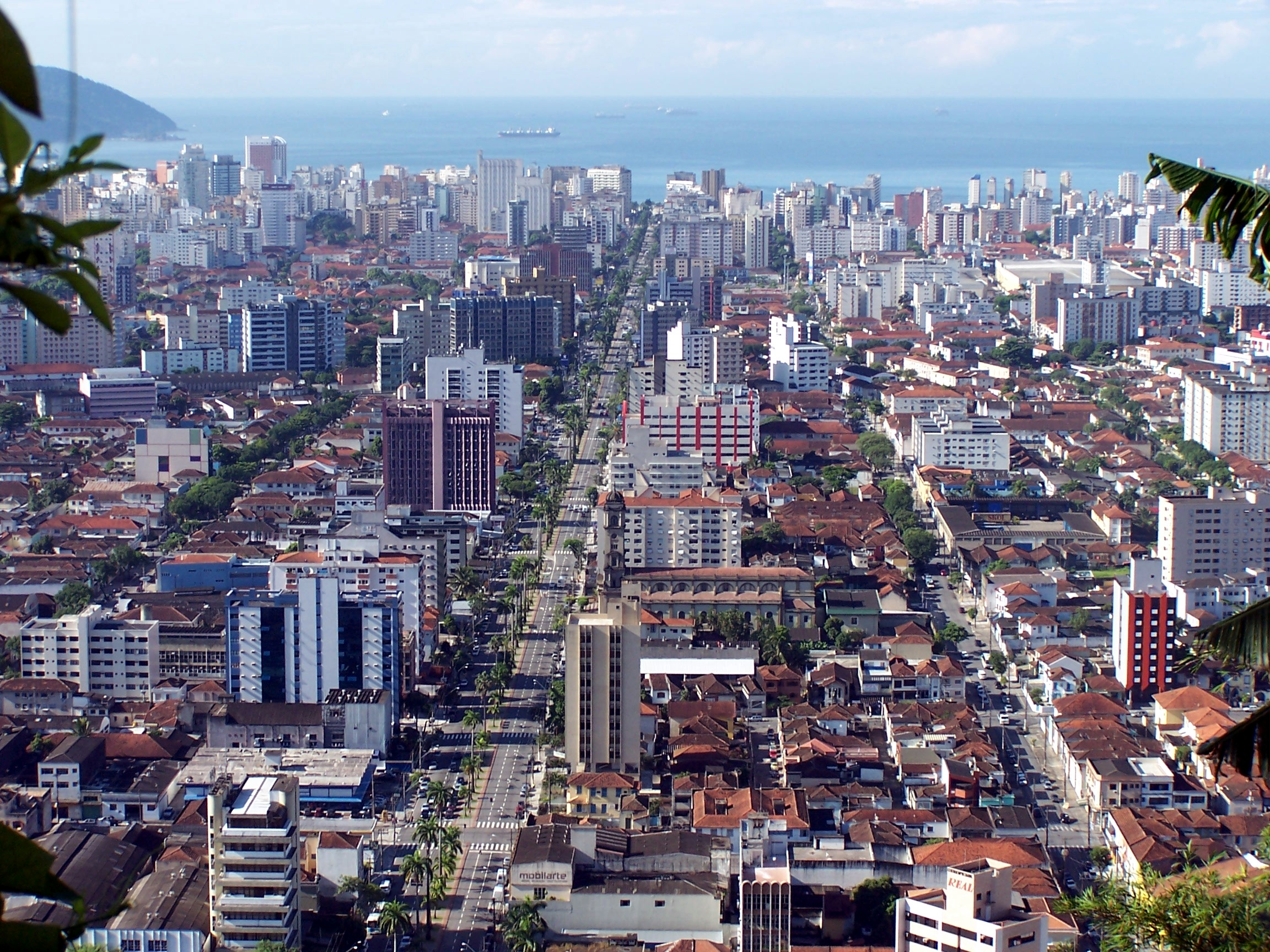
Santos, cidade onde se localiza o maior porto da América Latina.

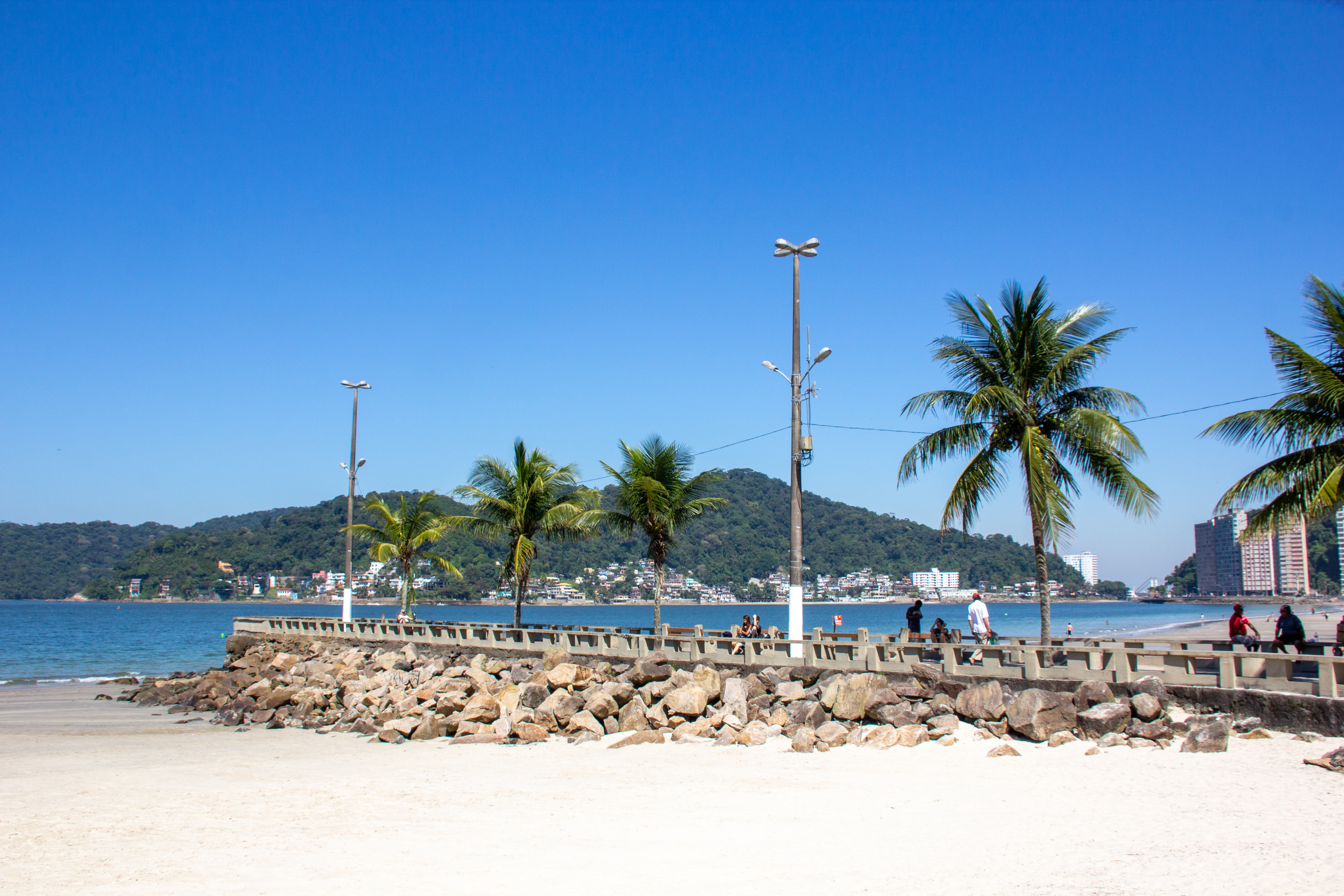
São Vicente, primeira vila fundada no Brasil.

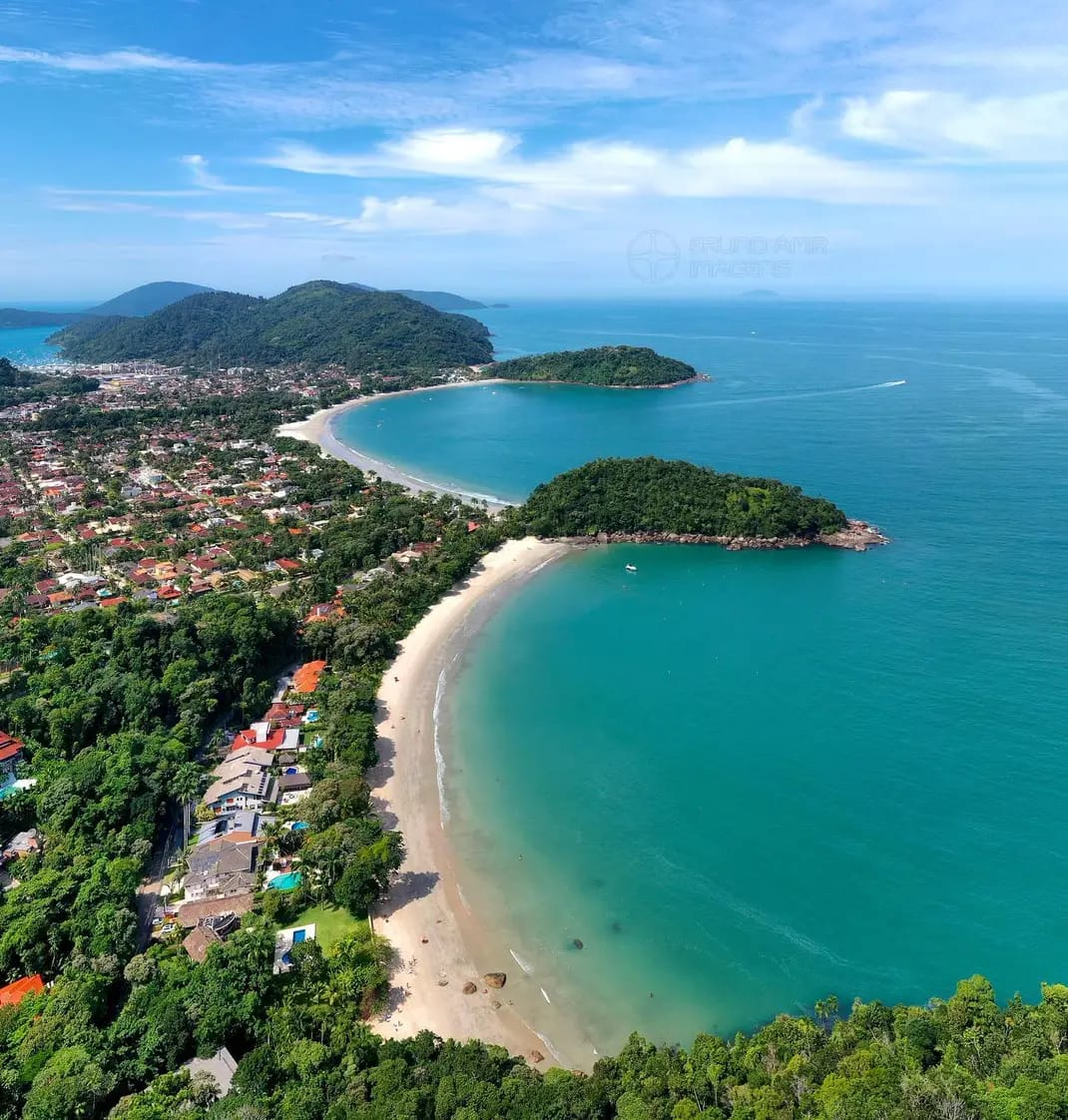
Ubatuba, um dos principais destinos turísticos do mundo devido às suas praias e belezas naturais.

### População -Censo 2022[5][6]
| Posição | Cidade        | População |
| ------- | ------------- | --------- |
| 1       | Santos        | 418 608   |
| 2       | Praia Grande  | 349 935   |
| 3       | São Vicente   | 329 844   |
| 4       | Guarujá       | 287 634   |
| 5       | Caraguatatuba | 134 875   |
| 6       | Itanhaém      | 112 476   |
| 7       | Cubatão       | 112 471   |
| 8       | Ubatuba       | 92 980    |
| 9       | São Sebastião | 81 540    |
| 10      | Peruíbe       | 68 344    |
| 11      | Bertioga      | 64 188    |
| 12      | Mongaguá      | 61 951    |
| 13      | Ilhabela      | 34 934    |
| 14      | Iguape        | 29 115    |
| 15      | Ilha Comprida | 13 419    |
| 16      | Cananéia      | 12 289    |